# 제니퍼 그란트

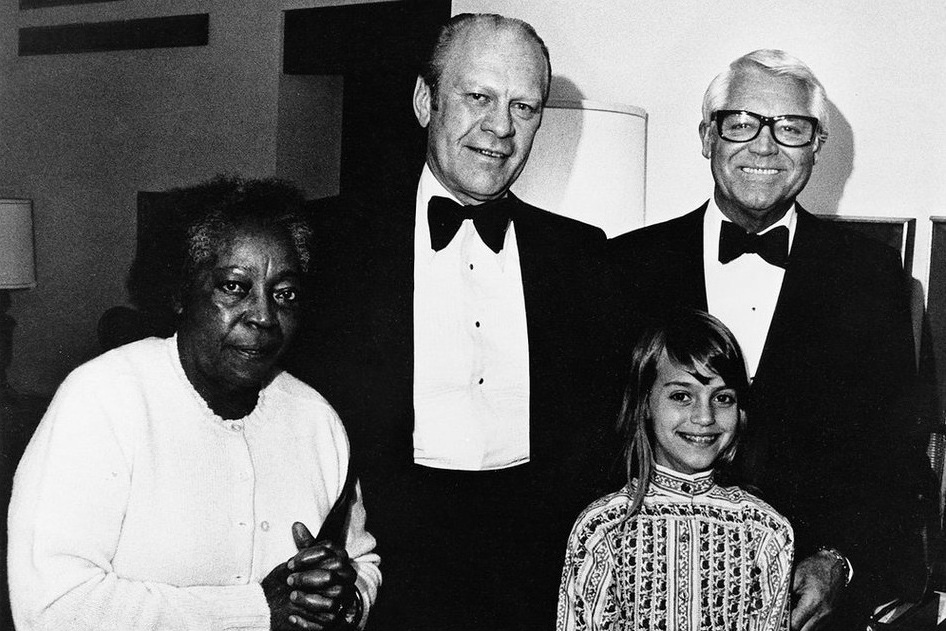

제니퍼 그랜트(Jennifer Grant, 1966년 2월 26일 ~ )는 미국의 배우이다. 배우 케리 그랜트와 배우 다이언 캐넌의 자녀다.
버뱅크에서 태어났다.

## 출연 작품
- 마이 도터스 시크릿 (2007년) - 데니스 역
- 고잉 쇼핑 (2005년)
- 메이 (2002년)
- 올 치어리더스 다이 (2001년)
- 이레이저블 유 (1998년)
- 애정의 조건 2 (1996년)
- 야수 인간 세비지 (1995, Savage)

### 텔레비전
- 베벌리힐스 아이들 (1993-94)
- 프렌즈 (1995)
- 시티 레인져 (1997)
- CSI: 과학수사대 (2006)